# 롱기스쿠아마
롱기스쿠아마(Longisquama)란 도마뱀과 유사한 멸종한 파충류의 속이다. 속 하에 1종, 롱기스쿠아마 인시그니스(Longisquama insignis)가 있다. 카자흐스탄의 트라이아스기 중기 ~ 후기 지층에서 보존 상태가 좋지 않은 뼈와 불완전한 화석 파편이 발견되었다.
몸 길이는 대략 15cm 정도로 매우 작았다.